# Estação Ferroviária de Mangualde

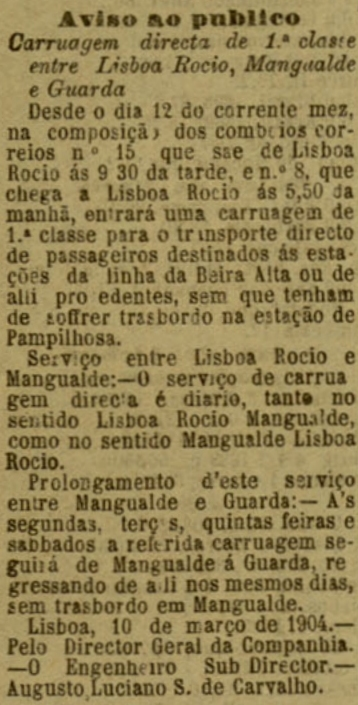
Aviso de 1904 sobre serviços diretos de primeira classe entre Mangualde e Lisboa.

A estação ferroviária de Mangualde é uma gare da Linha da Beira Alta que serve a cidade de Mangualde, no Distrito de Viseu, em Portugal.

## Descrição
| Ligação a autocarros           | 11 12 706                                    |
| Ligação histórica a autocarros | 1105 1119 1124 1125 1126 5040 5041 5042 7833 |

### Localização e acessos
A estação ferroviária de Mangualde situa-se em Cubos / Mangualde-Gare, na freguesia de Mangualde, Mesquitela e Cunha Alta tendo acesso pela Rua da Estação e distando 3,3 km do centro de Mangualde (R. P.e Bernardo), via EN232, com desnível acumulado de +32−108 m.

Esta interface é servida por três carreiras da Mobi Viseu Dão Lafões, serviço introduzido em 2025, substituindo nove carreiras da Berrelhas e da Marques.

### Descrição física

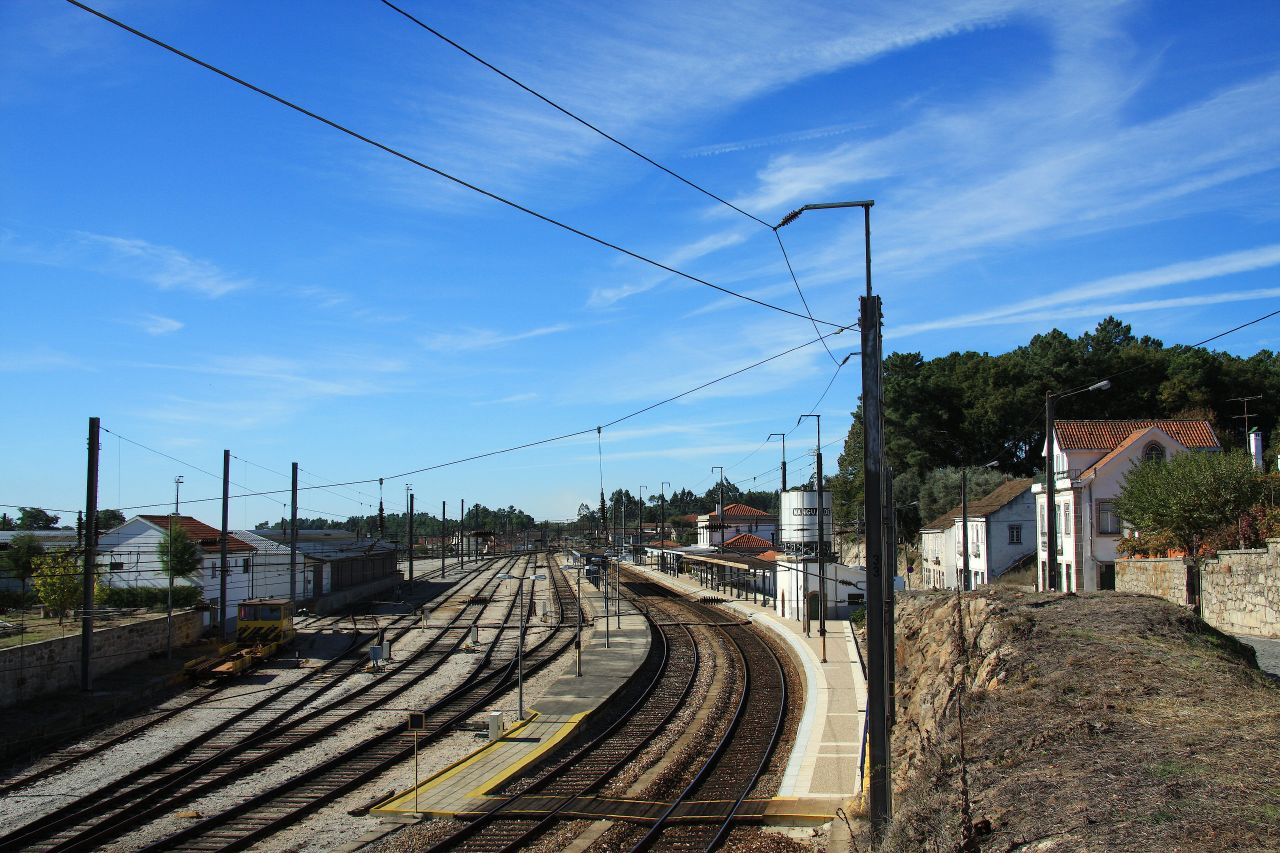
Aspeto da estação de Mangualde, vista de este-nordeste, em 2008.

Esta interface apresenta dez vias de circulação (identificadas como: I, I-A, I + I-A, II, II-A, II + II-A, III, III-A, III + III-A, e IV), com comprimentos entre 175 e 830 m, sendo três (I, II, e III) acessíveis por plataforma de 200 m de comprimento e 76 cm de altura; existem ainda onze vias secundárias, numeradas de V a XV, com comprimentos entre 28 e 255 m; destas vias três não estão eletrificadas em toda a sua extensão.

O edifício de passageiros situa-se do lado noroeste da via (lado esquerdo do sentido ascendente, a Vilar Formoso). A superfície dos carris da estação ferroviária de Mangualde no seu ponto nominal situa-se à altitude de 4493 dm acima do nível médio das águas do mar.

## História

### Inauguração
A Linha da Beira Alta abriu à exploração, de forma provisória, no dia 1 de Julho de 1882, tendo a linha sido totalmente inaugurada em 3 de Agosto do mesmo ano, pela Companhia dos Caminhos de Ferro Portugueses da Beira Alta. A estação de Mangualde constava já do elenco original de estações e apeadeiros.

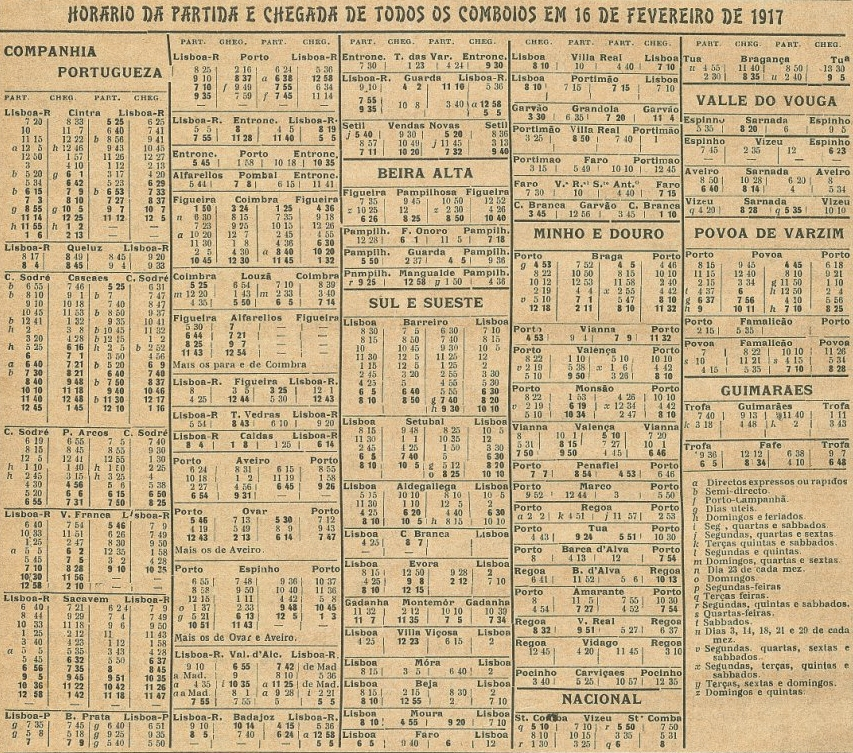
Horários de todos os comboios de passageiros em 1917, incluindo dois da Pampilhosa a Mangualde.

### Década de 1910
Em 1913, existiam carreiras de diligências ligando a estação a Mangualde, Vila Nova de Tazem e Viseu.

### Década de 1930
Em 1932, a Companhia da Beira Alta modificou a toma de água desta estação, e em 1933 modificou as retretes, instalou uma fossa tipo mouras, e substituiu uma parte do edifício em madeira do cais coberto por alvenaria, instalou portas de correr e construiu um escritório envidraçado no interior. Nesse ano, também elaborou o projecto para instalar iluminação eléctrica nesta interface, de forma semelhante às de Mortágua e Fornos de Algodres. Em 15 de Maio de 1934, a Companhia abriu um despacho central de camionagem na localidade de Mangualde, realizando serviços de passageiros, bagagens e mercadorias com a estação. Nesse ano, foi construído um dormitório para o pessoal, reparada a casa do factor e do agulheiro, pintada a marquise da estação, e instalada a iluminação eléctrica, como estava previsto; a energia eléctrica era fornecida por um pequeno grupo motor gerador de 3 kW de potência. Ainda em 1934, o chefe de estação foi premiado pela Companhia, no âmbito de um concurso de ajardinamento das estações na Linha da Beira Alta.
Em 1935, a Companhia da Beira Alta também tinha uma carreia rodoviária entre a estação e Castendo, baseada no despacho de Mangualde-Vila. Nesse ano, o chefe da estação recebeu 4 dias de licença no concurso dos jardins. Também em 1935, foi construída uma casa para o revisor de material, e colocado o pavimento na cocheira das máquinas.
Em 1939, a Companhia da Beira Alta construiu uma guarita de agulheiro junto à agulha n.º 1, uma nova serpentina em ferro galvanizado para o cilindro de aquecimento de creosoto, e uma calçada no pátio da estação e no acesso ao cais, substituiu a canalização da toma de água, e reparou 3 cróssimas com soldadura autogénia.

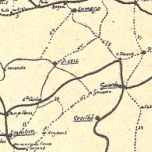
Pormenor do plano de 1930, incluindo a linha Viseu-Mangualde-Espariz.

### Ligação projectada a outras linhas
Em Junho de 1889, estava a ser projectada uma linha entre Recarei, na Linha do Douro, e Mangualde, seguindo pelo vale do Rio Paiva e passando por São Pedro do Sul e Viseu.
No Plano da Rede ao Norte do Mondego, decretado no dia 1 de Março de 1900, o projecto já existente para uma linha de Lamego a Viseu foi prolongado até Mangualde.
Em 1907, foi classificado o Plano da Rede Complementar do Centro, onde uma das linhas projectadas ligava Mangualde a Gouveia.
Durante a fase de planeamento do Plano da Rede, nos finais da Década de 1920, as autoridades militares defenderam a construção de uma linha de via larga que saía de Viseu e passava por Mangualde, Gouveia, e Seia, terminando em Espariz, onde se ligaria ao prolongamento do Ramal da Lousã até Santa Comba Dão. Esta linha foi inserida como via estreita no Plano Geral da Rede Ferroviária, publicado pelo Decreto n.º 18190, de 28 de Março de 1930.

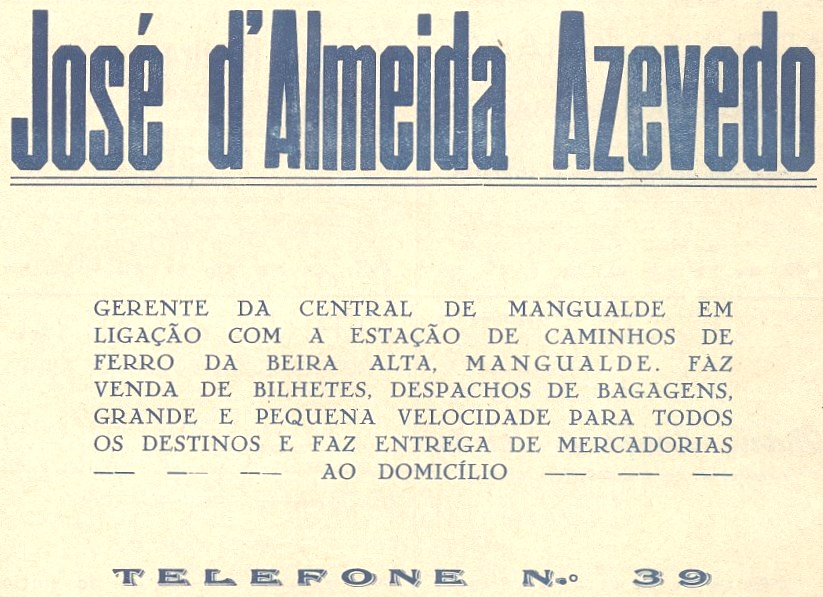
Anúncio publicitário de José de Almeida Azevedo, que operava uma carreira de transporte de passageiros e mercadorias entre a estação e a vila de Mangualde em 1943

### Transição para a CP
Em 1 de Janeiro de 1947, a Companhia da Beira Alta foi integrada na Companhia dos Caminhos de Ferro Portugueses, que passou a explorar a Linha da Beira Alta.
No dia 1 de Junho de 1949, a CP colocou ao serviço uma automotora entre Mangualde e Coimbra.

### Década de 1990
O projecto de modernização da Linha da Beira Alta, levado a cabo pela operadora Caminhos de Ferro Portugueses na Década de 1990, teve em vista a renovação e a electrificação da via, e a remodelação e ampliação das estações; no caso de Mangualde, foi recuperado o edifício principal, e construído um terminal de mercadorias.

### Século XXI
Em Janeiro de 2011, contava com quatro vias de circulação, com comprimentos entre os 258 e 376 m; as plataformas tinham 335 e 366 m de extensão, e 70 e 40 cm de altura — valores mais tarde ampliados para os atuais.